# ألكسندر لوند
ألكسندر لوند (بالسويدية: Alexander Lundh) مواليد 30 أكتوبر 1986 في السويد، هو متسابق دراجات نارية سويدي. نافس في بطولة العالم للسوبربايك وبطولة العالم للسوبرسبورت.

## روابط خارجية
- ألكسندر لوند على موقع MotoGP.com (الإنجليزية)
- ألكسندر لوند على موقع WorldSBK.com (الإنجليزية)